# Campeonato Europeo de Judo de 2010
El LVIII Campeonato Europeo de Judo se celebró en Viena (Austria) entre el 22 y el 25 de abril de 2010 bajo la organización de la Unión Europea de Judo (EJU) y la Federación Austríaca de Judo. 
Las competiciones se realizaron en el Estadio Ferry-Dusika de la capital austríaca. Participaron en total 305 judokas (190 hombres y 115 mujeres) de 35 federaciones nacionales afiliadas a la EJU.

## Medallistas

### Masculino
| Evento          | Oro                           | Plata                               | Bronce                                                      |
| --------------- | ----------------------------- | ----------------------------------- | ----------------------------------------------------------- |
| –60 kg (22.04)  | Sofiane Milous Francia        | Ludwig Paischer · Austria           | Jeroen Mooren · Países Bajos · Elio Verde · Italia          |
| –66 kg (22.04)  | Sugoi Uriarte Marcos · España | Miklós Ungvári · Hungría            | Rok Drakšič · Eslovenia · Andreas Mitterfellner · Austria   |
| –73 kg (23.04)  | João Pina Portugal            | Batradz Kaitmazov · Rusia           | Ugo Legrand · Francia · Attila Ungvári · Hungría            |
| –81 kg (23.04)  | Sirazhudin Magomedov · Rusia  | Aliaxandr Stsiashenka · Bielorrusia | Euan Burton · Reino Unido · Guillaume Elmont · Países Bajos |
| –90 kg (24.04)  | Marcus Nyman · Suecia         | Varlam Liparteliani Georgia         | Ilías Iliadis · Grecia · Elxan Məmmədov · Azerbaiyán        |
| –100 kg (24.04) | Elco van der Geest · Bélgica  | Henk Grol · Países Bajos            | Benjamin Behrla · Alemania · Ariel Zeevi · Israel           |
| +100 kg (24.04) | Ihar Makarau · Bielorrusia    | Barna Bor · Hungría                 | Andreas Tölzer · Alemania · Janusz Wojnarowicz · Polonia    |

### Femenino
| Evento         | Oro                                   | Plata                           | Bronce                                                          |
| -------------- | ------------------------------------- | ------------------------------- | --------------------------------------------------------------- |
| –48 kg (22.04) | Alina Dumitru · Rumania               | Éva Csernoviczki · Hungría      | Oiana Blanco Echevarría · España · Charline Van Snick · Bélgica |
| –52 kg (22.04) | Natalia Kuziutina · Rusia             | Rosalba Forciniti · Italia      | Ilse Heylen · Bélgica · Pénélope Bonna · Francia                |
| –57 kg (22.04) | Corina Căprioriu · Rumania            | Sabrina Filzmoser · Austria     | Hedvig Karakas · Hungría · Telma Monteiro · Portugal            |
| –63 kg (23.04) | Elisabeth Willeboordse · Países Bajos | Edwige Gwend · Italia           | Vlora Beđeti · Eslovenia · Vera Koval · Rusia                   |
| –70 kg (23.04) | Anett Mészáros · Hungría              | Raša Sraka Eslovenia            | Juliane Robra · Suiza · Cecilia Blanco García · España          |
| –78 kg (24.04) | Abigél Joó · Hungría                  | Marhinde Verkerk · Países Bajos | Maryna Pryshchepa · Ucrania · Lucie Louette · Francia           |
| +78 kg (24.04) | Lucija Polavder Eslovenia             | Tea Donguzashvili · Rusia       | Karina Bryant · Reino Unido · Urszula Sadkowska · Polonia       |

## Medallero
| Núm. | País         | Oro | Plata | Bronce | Total |
| ---- | ------------ | --- | ----- | ------ | ----- |
| 1    | Hungría      | 2   | 3     | 2      | 7     |
| 2    | Rusia        | 2   | 2     | 1      | 5     |
| 3    | Rumania      | 2   | 0     | 0      | 2     |
| 4    | Países Bajos | 1   | 2     | 2      | 5     |
| 5    | Eslovenia    | 1   | 1     | 2      | 4     |
| 6    | Bielorrusia  | 1   | 1     | 0      | 2     |
| 7    | Francia      | 1   | 0     | 3      | 4     |
| 8    | Bélgica      | 1   | 0     | 2      | 3     |
| 8    | España       | 1   | 0     | 2      | 3     |
| 10   | Portugal     | 1   | 0     | 1      | 2     |
| 11   | Suecia       | 1   | 0     | 0      | 1     |
| 12   | Austria      | 0   | 2     | 1      | 3     |
| 12   | Italia       | 0   | 2     | 1      | 3     |
| 14   | Georgia      | 0   | 1     | 0      | 1     |
| 15   | Alemania     | 0   | 0     | 2      | 2     |
| 15   | Polonia      | 0   | 0     | 2      | 2     |
| 15   | Reino Unido  | 0   | 0     | 2      | 2     |
| 18   | Azerbaiyán   | 0   | 0     | 1      | 1     |
| 18   | Grecia       | 0   | 0     | 1      | 1     |
| 18   | Israel       | 0   | 0     | 1      | 1     |
| 18   | Suiza        | 0   | 0     | 1      | 1     |
| 18   | Ucrania      | 0   | 0     | 1      | 1     |
|      | TOTAL        | 14  | 14    | 28     | 56    |